# روبرت ليونارد هازن
روبرت ليونارد هازن هو محامي وقاضي وسياسي كندي، ولد في 15 أكتوبر 1808 في فريدريكتون في كندا، وتوفي في 15 أغسطس 1874. انتخب عضو مجلس الشيوخ الكندي ‏.